# Distretto di Chacapalpa
Il distretto di Chacapalpa  è uno dei dieci distretti della provincia di Yauli, in Perù. Si trova nella regione di Junín e si estende su una superficie di  183,06 chilometri quadrati.